# Jackie Jones
Jacqueline Margarete Jones, meist nur Jackie Jones, (geboren am 10. Februar 1966 im Vereinigten Königreich) ist eine britische Barrister (Juristin) und Politikerin (Labour). Im Zuge der Europawahl 2019 gewann sie ein Mandat im Europäischen Parlament und war Teil der S&D-Fraktion. Sie schied zum 31. Januar 2020, dem offiziellen Austritt des Vereinigten Königreichs aus der Europäischen Union, aus dem Europaparlament aus.

## Leben

### Akademische Karriere
Jones studierte Rechtswissenschaften. Anschließend dozierte sie Rechtswissenschaften an der Cardiff Law School der Cardiff University, und dann an der Bristol Law School der University of the West of England. An letzterer war sie als Professorin für Feministische Rechtsstudien tätig. In ihrer Forschungsarbeit beschäftigte sie sich mit den Themen Migration, Asylpolitik, Gewalt gegen Frauen und Menschenrechte. Sie beteiligte sich an den Aktivitäten verschiedener sozialer Organisationen, u. a. Welsh Women’s Aid, European Gender Budgeting Network und Fawcett Society. Sie war die Vorsitzende der European Women Lawyers Association und der Wales Assembly of Women.
Seit 1985 lebt sie in Cardiff und Pembrokeshire.

### Politische Karriere
Für die Europawahl 2019 nominierte die Labour Party Jones im Wahlkreis Wales. Labour verlor deutlich an Stimmen im Wahlkreis (minus 12,8 Prozent), Jones gewann dennoch eines der vier Mandate im Wahlkreis und übernahm damit das Labour-Mandat ihres Vorgängers Derek Vaughan. Jones trat wie ihre Parteikolleginnen und -kollegen der sozialdemokratischen S&D-Fraktion bei. Für die Fraktion war Jones Mitglied im Rechtsausschuss sowie im Ausschuss für die Rechte der Frauen und die Gleichstellung der Geschlechter. Des Weiteren war sie stellvertretendes Mitglied im Ausschuss für Verkehr und Tourismus. Wie alle britischen Abgeordneten schied sie zum 31. Januar 2020, dem offiziellen Austritt des Vereinigten Königreichs aus der Europäischen Union, aus dem Europaparlament aus.
Die walisische Labour-Partei nominierte Jones im Dezember 2020 für den Wahlkreis Preseli Pembrokeshire für die Wahl zum walisischen Parlament (Senedd Cymru) am 6. Mai 2021. Jones kam mit 34,6 % der Stimmen auf den zweiten Platz hinter Paul Davies von den Konservativen.